# Maison Drouhet
La maison Drouhet est une maison remarquable de l'île de La Réunion, département et région d'outre-mer français dans le sud-ouest de l'océan Indien. Située 11 allée des Citrines, dans le quartier de Bellepierre, à Saint-Denis, elle a été commandée à l'agence de l'architecte Jean Bossu en 1970. Occupée à compter de l'année suivante, elle est inscrite monuments historique depuis le 16 janvier 2023, sous l'intitulé « Maison de M. et Mme Drouhet construite par l'agence Bossu ».